# Attalos (król Paflagonii)
Attalos (gr. Άτταλος, Attalos) (zm. 40 p.n.e.?) – król Paflagonii od 63 p.n.e. do swej śmierci. Prawdopodobnie syn Pylajmenesa II Euergetesa, króla Paflagonii.
W r. 63 p.n.e. Pompejusz Wielki, wódz rzymski, po pokonaniu króla Mitrydatesa VI Eupatora Dionizosa, dokonał reorganizacji Azji Mniejszej. Połączył przybrzeżne rejony Paflagonii z rzymską prowincją Bitynii oraz dał rodzimym królom rządy nad wnętrzem Paflagonii. Powierzył ją Attalosowi. Ten rządził zapewne do lat pięćdziesiątych razem z Pylajmenesem III, prawdopodobnie swym bratem. Attalos zmarł prawdopodobnie w r. 40 p.n.e., zapewne bezdzietnie. Marek Antoniusz, triumwir rzymski, postanowił przekazać Paflagonię Kastorowi. Dodał mu jeszcze Galację i Małą Armenię.